# Eudendrium klausi
Eudendrium klausi is een hydroïdpoliep uit de familie Eudendriidae. De poliep komt uit het geslacht Eudendrium. Eudendrium klausi werd in 2005 voor het eerst wetenschappelijk beschreven door Puce, Cerrano, Marques & Bavestrello. 